# Новопокровка (Горьковский район)
Новопокровка — село в Горьковском районе Омской области. Административный центр Новопокровского сельского поселения.

## История
Основано в 1879 г. В 1928 г. село Ново-Покровское состояло из 203 хозяйств, основное население — русские. Центр Ново-Покровского сельсовета Иконниковского района Омского округа Сибирского края.

## Население
| 2002 | 2010 | 2021 |
| ---- | ---- | ---- |
| 1063 | ↘969 | ↗992 |